# 김상혁, 딘딘의 오빠네 라디오
《김상혁, 딘딘의 오빠네 라디오》는 김상혁, 딘딘의 진행으로 SBS 러브FM에서 방송했던 라디오 프로그램이며, 기존 "송은이, 김숙의 언니네 라디오"의 남성버전으로 바꿔서 방영된 프로그램이다. 2020년 5월 31일 자로 1년 만에 폐지되었다.

## 코너

### 매일 코너
- 그냥 걸었어~
- 오빠네 쪽지시험
- 사연과 신청곡

### 요일별 코너
월요일-싸움의 기술 몇 대 몇?! [박지훈 변호사]
화요일-돈돈돈 [슈카]
수요일-노래 릴레이
목요일-슬기로운 심리생활 [노규식 박사]
금요일-널 사랑하지 않아 [박용인]
토요일-오빠네 런치쇼 [게스트]
일요일-오빠네 랜덤 플레이+청춘시대 [유성은 성우]